# Txatxalaca del Chaco
El txatxalaca del Chaco (Ortalis canicollis) és una espècie d'ocell de la família dels cràcids (Cracidae) que habita boscos i matolls del sud-est de Bolívia, sud-oest del Brasil, oest del Paraguai i nord de l'Argentina.